# Phonarellus kareni
Phonarellus kareni är en insektsart som först beskrevs av Otte, D., Toms och Cade 1988.  Phonarellus kareni ingår i släktet Phonarellus och familjen syrsor.

## Underarter
Arten delas in i följande underarter:
- P. k. kareni
- P. k. occidentalis